# 提多書
《提多書》或譯《弟鐸書》（希臘語：ΠΡΟΣ ΤΙΤΟΝ），是新約聖經中保羅書信的其中一卷，也是新約全书的第17本书，亦是使徒保羅教牧書信中最短的一封。多数当代学者认为该书写于保罗死后。
《提多書》主題：教會秩序的維持。

## 真确性
用來支持提多書真確無誤的證據與用來支持同時代完成的提摩太前书和後書的證據大致相同。這三封聖經書信時常被人稱為保羅的“教牧書信”，其寫作風格也很相似。愛任紐和俄利根兩人均曾引用提多書，此外其他許多古代權威亦作證提多書屬於聖經正典。西奈抄本及亞歷山大抄本均含有提多書。約翰·賴蘭德斯圖書館存有一份約成於公元第三世紀的紙莎草紙抄本殘片（P32），內裏載有提多書1章11-15及2章3-8的經文。

## 收信人
“上帝的僕人，耶穌基督的使徒保羅，⋯⋯現在寫信給提多，就是照着我們共信之道作我真兒子的。”（提多书1章1-4節）从这段经文可以清楚看出，这封信是写给一个叫做提多的人的，而且作者跟他有十分亲密的关系，可能在一起共处多年。

## 寫作背景
保羅致信给他的同工及多年夥伴提多。提多與保羅分手，自己留在克里特島上，是為了以較好的方式把當地的會衆組織起來。他的責任非常艱巨。這個島據稱以往曾是“衆神和人類之父”的住處。“克里特一個克里特人”這句話便源於這個地方，意思是“騙倒一個無賴”。克里特人的虚偽是家喻户曉的，以致保羅引用他們自己的先知所説的話章“克里特人常説謊話，乃是惡獸，又饞又懶。”
有人把保羅日子的克里特人描述為章“性格反覆無常、缺乏誠意、喜歡爭吵；他們染上貪婪、淫蕩、虚謊、醉酒等惡習，情況非常嚴重。至於那些住在他們中間的猶太人，看來在不道德方面比當地人有過之無不及。”克里特的各群會衆就在這種環境下建立起來；因此信徒特别需要“除去不敬虔的心和世俗的情慾，在今世自守、公義、敬虔度日”，正如保羅所勸勉一般。
關於保羅與提多的交往，提多書本身僅提供很少資料。但保羅曾在其他書信中談及提多，從這些書信反而可以找到更多關於他們之間交往的資料。提多是個希臘人，他時常陪伴保羅來往各地，並且至少有一次偕同保羅上耶路撒冷。保羅稱他為「我的同伴，一同勞碌」。
保羅在以弗所寫了第一封信給哥林多人之後，就派提多到哥林多去。提多在哥林多時曾參與收集捐款賙濟耶路撒冷弟兄的事項，後來他奉保羅之命回去收取款項，將捐贈的事辦妥。提多與保羅在馬其頓見過面以後，他再次起程返回哥林多，此行提多受保羅所託將他的第二封信帶給哥林多人。
保羅在羅馬初次被囚獲釋之後，他在從事傳道活動的最後幾年再次與提摩太和提多共事。看來他們曾在克里特、希臘和馬其頓一起工作。最後，保羅談及他正在前往希臘西北部的尼哥波立途中。看來他在那裏被捕，然後給帶返羅馬服刑，最後被人處決。保羅在探訪克里特期間留下提多，要提多照他所吩咐的“將那沒有辦完的事都辦整齊了，又⋯⋯在各城設立長老”。保羅的信看來是在他把提多留下在克里特之後不久，很可能是在馬其頓寫成的。提多書與提摩太前書的寫作目的類似。看來保羅旨在向他的同工提出勸勉，並且給對方權威性的支持去執行職責。

## 完成时间
這封信是保羅在羅馬初次被囚與第二次被囚期間，即約公元61至64年左右，寫成的。

## 本書大綱
1. 問安（1章1-4節）
2. 作長老的資格（1章5-9節）
3. 當斥責傳異端者（1章10-16節）
4. 基督徒的生活和信仰（2章1節至3章8節）
5. 末了的勸勉（3章9-11節）
6. 交代與文案（3章12-15節）

## 主要内容

### 監督要以純正的教訓規勸人
（覆盖提多书1章1至16节）向弟兄表達了真摯的問候以後，保羅列舉出監督所應具備的資格。監督必須“無可指責”、愛好良善、公義、忠貞，堅守所教真實的道理，能將純正的教訓勸化人，又能把爭辯的人駁倒。鑑於那些“欺哄人”的不法分子為了貪圖不義之財，甚至會敗壞人的全家，制定以上的資格是必需的。因此，提多要“嚴嚴地責備他們，使他們在真道上純全無疵，不聽猶太人荒渺的言語”。不潔的人也許公開説自己認識上帝，但卻行事與祂相背，由此表明他們其實棄絶了上帝。

### 要本着健全的頭腦、公義、敬虔效忠而生活
（覆盖提多书2章1节至3章15节）老年男子和女子要莊重、虔誠。少年婦人要愛丈夫、愛兒女，並且順服丈夫，“免得上帝的道理被毁謗”。青年男子要在各事上顯出善行的榜樣，並且要言語純全。奴僕要順服主人，凡事“顯為忠誠”。上帝賜人救恩的非配得仁慈已經顯明出來，叫那些已由上帝藉耶穌加以潔淨的人得到鼓勵，頭腦健全、公義、敬虔效忠，作“耶穌的子民，熱心行善”。
保羅强調要遵從及順服政府的權威，並向衆人表現温和的態度。保羅和他的基督徒同工曾一度像其他人一樣無惡不作。不是由於他們的義行，而是因為上帝的仁慈、愛心和憐憫，他們才能藉着聖靈得救，成為懷有永生盼望的後嗣。因此，相信上帝的人應當“留心行善”。他們要遠避愚昧的詰問及因律法而起的爭執。對於分門結黨的人，警戒過一兩次之後就要加以棄絶。保羅叫提多往尼哥波立去與他會面。提出了其他的海外傳道訓示之後，保羅再次强調要留心行善，以免變成不結果子的人。

## 基督新教觀點
克里特的基督徒生活在一個充滿謊言、腐敗和貪婪的環境中。他們因此要特别提防隨波逐流的思想，應當採取堅定的步驟將自己完全分别出來，作一群聖潔的子民去事奉上帝。保羅通過提多向克里特人指出，他們應當“留心行善”，説章“這都是美事，並且與人有益。”在現今這個充滿虚偽和欺騙行為的世界裏，真正的基督徒“學習行善”，在上帝的工作上多結果子，這也是與人有益的美事。保羅譴責一切在當時威脅克里特會衆的不道德和邪惡，他的話對今日的人也是個適時的警告章“上帝救衆人的恩典⋯⋯教訓人除去不敬虔的心和世俗的情慾，在今世自守、公義、敬虔度日。”基督徒應該“預備行各樣的善事”，對政府權威表現順服，保持清白的良心。
提多書1章5-9节補充提摩太前書3章2-7節的資料，表明聖靈對監督的要求。這封信强調監督要“堅守所教真實的道理”，在會衆裏作教師。為了帶領所有分子一同邁向成熟，這樣行是十分必要！事實上，保羅在給提多的信中好幾次强調正確教訓的必要。保羅勸勉提多要“繼續傳講純正的道理”。老年婦人要“用善道教訓人”，僕人則應凡事尊榮他們救主上帝的道。保羅强調身為監督的提多必須堅定、無畏地教導人，説“这些事你要讲明，劝戒人，用各等权柄责备人，不可叫人轻看你。”論到那些不聽從的人，他説“你要严严地责备他们，使他们在真道上纯全无疵。”因此保羅給提多的信特别在“教訓、督責、使人歸正、教導人學義”等方面“都是有益的”。
保羅給提多的信加深人對上帝的非配得仁慈的體會，鼓勵擯棄這個世界的不敬虔，“等候所盼望的福，並等候至大的上帝和我們救主耶穌基督的榮耀顯現”。藉着這樣行，那些靠耶穌基督稱義的人就能够在上帝的王國裏“憑着永生的盼望成為後嗣”。

### 阅读圣经
- 提多 （页面存档备份，存于）
- 提多 （页面存档备份，存于）